# کلیسای جماعت ربانی
کلیسای جماعت ربانی (انگلیسی: Assemblies of God) گروهی از کلیساهای مستقل و تا حدودی مرتبط با یکدیگر هستند که با هم بزرگترین مذهب مسیحی پنطیکاستیسم را تشکیل می‌دهند. با بیش از ۳۸۴٬۰۰۰ مبلغ و مقر در ۲۱۲ کشور، حدود ۶۷٫۹ میلیون پیرو دارد. به صورت جهانی، چهارمین مذهب مسیحیت در کل و بزرگترین مذهبی پنطیکاستیسم در دنیا است.